# Атанас Христов (Дерекьой)
Вижте пояснителната страница за други личности с името Атанас Христов.
Атанас Христов е български революционер, деец на Вътрешната македоно-одринска революционна организация.

## Биография
Атанас Христов е роден през 1872 година в лозенградското село Дерекьой, тогава в Османската империя. Завършва българската мъжка гимназия в Одрин през 1901 година. След това преподава в село Булгаркьой и в Кешанско между 1901 и 1903 година, където е секретар-касиер на местния революционен комитет на ВМОРО. След това преподава в Бунархисар и изпълнява секретар-касиерска длъжност към местните революционни комитети на ВМОРО в Малгарско и Галиполско. През 1912 година завършва право в Солунския правен факултет.